# Eureka (Automarke)
Eureka war eine französische Automarke.

## Unternehmensgeschichte
Das Unternehmen Automobiles Mainetty aus La Garenne-Colombes begann 1906 mit der Produktion von Automobilen, die als Eureka vermarktet wurden. 1908 endete die Produktion.

## Fahrzeuge
Das einzige Modell war mit einem Einzylindermotor von De Dion-Bouton mit 6 PS Leistung ausgestattet. Die Karosserie bot Platz für vier Personen.